# Pontinha (Lajes do Pico)
Pontinha é uma elevação portuguesa localizada no concelho das Lajes do Pico, ilha do Pico, arquipélago dos Açores.
Este acidente geológico tem o seu ponto mais elevado a 849 metros de altitude acima do nível do mar. Nas imediações desta formação encontra-se a Lagoa do Caiado e a Lagoa Seca além das formações da Passagem e Cabeço da Rocha.